# Miguel Veloso
Miguel Luís Pinto Veloso, noto semplicemente come Miguel Veloso (Coimbra, 11 maggio 1986), è un allenatore di calcio ed ex calciatore portoghese, di ruolo centrocampista, collaboratore tecnico dell'Atalanta.

## Biografia
È figlio dell'ex calciatore António.
È sposato con Paola Preziosi, figlia di Enrico Preziosi. Il 12 settembre 2016 nasce il loro primo figlio, Leonardo.

## Caratteristiche tecniche
Regista di centrocampo, mancino, bravo tecnicamente e dotato di una buona visione di gioco, si dimostra inoltre un abile tiratore sui calci piazzati. È bravo anche in fase difensiva dove si distingue per bravura negli anticipi e nei tackle.

## Carriera

### Club

#### Gli inizi, Sporting Lisbona
Comincia la sua carriera calcistica con il Clube Atlético e Cultural, una società giovanile di Lisbona.
Nel 2000, quattordicenne, si trasferisce allo Sporting Lisbona; con la squadra giovanile guidata da Paulo Bento vince il campionato nazionale di categoria nella stagione 2004-2005.
Nel 2005, divenuto professionista, viene girato in prestito all'Olivais e Moscavide, squadra di terza serie portoghese, con la quale colleziona 28 presenze e 7 reti in campionato.
Nel 2006 viene richiamato allo Sporting da Paulo Bento, divenuto nel frattempo l'allenatore della prima squadra. Nella stagione 2006-2007 è spesso titolare in difesa, mentre a partire dall'annata seguente va a formare la coppia del centrocampo bianco-verde insieme a João Moutinho.

#### Genoa
Il 30 luglio 2010 lo Sporting Lisbona, attraverso il proprio sito ufficiale, ne comunica la cessione al Genoa in cambio di Alberto Zapater (valutato 2 milioni di euro) più un conguaglio economico di 9 milioni; il calciatore portoghese firma un contratto da 1,5 milioni di euro a stagione e sceglie la maglia numero 42. Il 27 febbraio 2011, durante la partita di Serie A contro il Catania, sbaglia un calcio di rigore che poteva risultare il suo primo gol nella massima serie. Il 20 marzo seguente, durante la partita giocata allo Stadio Dall'Ara contro il Bologna, è costretto al cambio e ad un periodo di stop di circa un mese e mezzo. Torna in panchina l'8 maggio 2011, in occasione del derby contro la Sampdoria vinto per 2 a 1 dal grifone. Torna in campo, invece, il 14 maggio seguente, durante la penultima giornata di campionato giocata allo Stadio Olimpico di Roma contro la Lazio (4-2), subentrando nel corso del secondo tempo. Termina la stagione 2010-2011 con 22 presenze, di cui 20 in campionato e 2 in Coppa Italia.
L'11 settembre 2011, durante la seconda giornata del campionato 2011-2012 (prima partita effettiva a causa dello sciopero indetto dall'AIC) giocata contro l'Atalanta e terminata sul punteggio di 2-2, segna il suo primo gol in Serie A. In totale, in questa stagione, disputa 29 partite in Serie A ed altre 2 in Coppa Italia, segnando 2 reti.

#### Dinamo Kiev

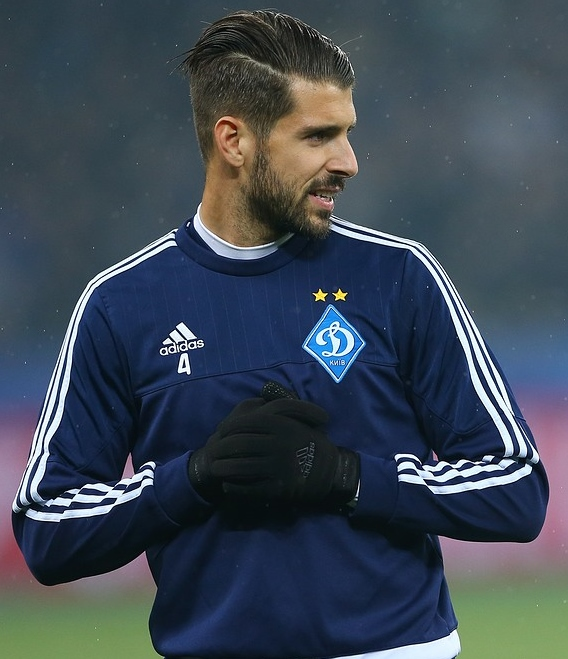
Miguel Veloso con la maglia della Dinamo Kiev nel 2015.

Il 4 luglio 2012, tramite un comunicato ufficiale apparso sul proprio sito, la Dinamo Kiev annuncia l'acquisizione di Miguel Veloso per 7 milioni di euro più 1,5 milioni di bonus. Il calciatore portoghese firma un contratto quadriennale fino al 30 giugno 2016 con la società ucraina.
Il 18 settembre segna la prima rete con la maglia della Dinamo nella prima partita del gruppo A di Champions League persa dalla squadra ucraina per 4-1 al Parco dei Principi contro i padroni di casa del Paris Saint-Germain.
Tre settimane dopo, il 7 ottobre, segna nei minuti di recupero la sua prima rete in Prem'er-Liha nella trasferta persa dalla Dinamo contro il Dnipro con il risultato di 2-1. Conclude la prima stagione in Ucraina con 24 presenze in campionato e due gol.
Dal 30 giugno 2016 rimane senza squadra essendo terminato il contratto con la società ucraina, dopo quattro stagioni con 112 presenze e 10 gol.

#### Ritorno al Genoa
L'8 luglio si aggrega al ritiro del Genoa a Neustift im Stubaital (Austria) dopo aver rifiutato il suo trasferimento al Monaco. Il 30 luglio decide di firmare per i rossoblù tornando così ufficialmente al Genoa dopo i quattro anni passati in Ucraina Fa il suo esordio stagionale il 12 agosto 2016 nel terzo turno di Coppa Italia contro il Lecce segnando anche il suo primo gol e contribuendo alla vittoria finale per 3-2 e al passaggio del turno. A causa di un paio di infortuni nel girone di ritorno, chiude la stagione con sole 23 presenze.
Il 29 aprile 2018 torna al gol in Serie A, siglando il gol nella sconfitta per 3-1 contro l'Atalanta. A fine stagione si svincola.
Il 19 ottobre dello stesso anno torna tuttavia alla squadra rossoblu per la terza volta. Torna a giocare nella partita persa contro il Milan per 2-1 del 31 ottobre seguente (recupero della prima giornata), subentrando a Romulo. Chiude la stagione con 22 presenze, una delle quali in Coppa Italia.

#### Hellas Verona
Rimasto svincolato, il 20 luglio 2019 si trasferisce al Verona dove firma un contratto annuale. Nominato capitano, il 25 agosto, nel debutto in campionato con gli scaligeri segna su punizione il gol del pareggio al Bologna. Il 21 settembre segna contro la Juventus con un calcio al volo all'incrocio dei pali da 25 metri. Il 29 giugno 2020 prolunga per un'altra stagione con il club veneto. Il 21 agosto 2021, in occasione della prima partita della stagione 2021-2022 contro il Sassuolo, riceve la sua prima espulsione in maglia gialloblù.

#### Pisa e ritiro
Il 2 agosto 2023 viene acquistato a titolo definitivo dal Pisa, scendendo in Serie B per la sua prima volta da quando è in Italia. Fa il suo esordio in campionato il 25 agosto seguente, nella vittoria per 2-0 in casa della Sampdoria; quindi, segna il primo gol il 20 gennaio 2024, nel successo per 3-1 in casa del Lecco.
Al termine della stagione, Veloso rimane svincolato, e il 4 settembre 2024 annuncia il ritiro dal calcio giocato, a 38 anni.

### Allenatore
Contestualmente all'annuncio del suo ritiro, il Pisa comunica l'ingresso di Veloso nello staff dell'allenatore Filippo Inzaghi, in qualità di collaboratore tecnico. Dopo aver conquistato la promozione in Serie A, lascia i toscani e il 13 luglio 2025 viene ufficializzato il suo ingresso nello staff di Ivan Jurić all'Atalanta.

### Nazionale

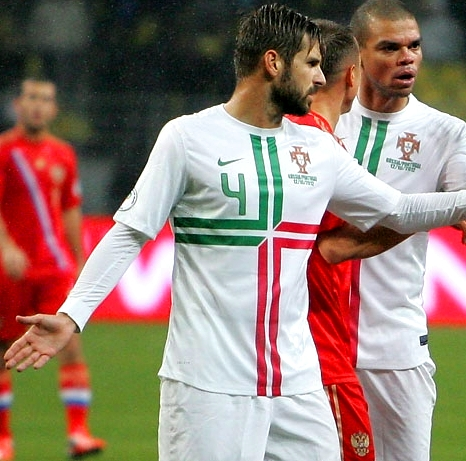
Miguel Veloso con la nazionale portoghese nel 2012.

Nel 2003, con la nazionale Under-17, vince da capitano il campionato europeo di categoria disputato proprio in Portogallo. Continua il suo cammino con le nazionali giovanili con delle convocazioni in Under-19 e, di seguito, per l'Under-21, partecipando, con quest'ultima, all'Europeo del 2007.
Esordisce in nazionale maggiore il 13 ottobre 2007, in occasione della partita giocata contro l'Azerbaigian; nel 2008, invece, viene convocato per la fase finale di Euro 2008, scendendo in campo nel terzo incontro del girone contro la Svizzera.
Il 14 ottobre 2009, nella gara di qualificazione al Mondiale 2010 contro Malta, segna il suo primo gol in nazionale.
Nel 2010, dopo aver terminato al secondo posto del gruppo 1, partecipa alla fase finale dei Mondiali 2010 in Sudafrica, scendendo in campo negli ultimi minuti della seconda e della terza partita della fase a gironi.
Il 15 novembre 2011, durante i play-off di qualificazione all'Europeo 2012, segna il suo secondo gol (il momentaneo 5-2) con la maglia della nazionale nella partita giocata contro la Bosnia ed Erzegovina, match terminato sul punteggio di 6-2 per i lusitani.
Durante la fase finale, che vede il Portogallo eliminato in semifinale dalla Spagna dopo i tiri di rigore, Veloso disputa tutti match.
Nel maggio del 2014 viene convocato per il mondiale 2014 in Brasile, durante il quale gioca tutte e tre partite le partite della nazionale lusitana che verrà eliminata ai gironi.

## Statistiche

### Presenze e reti nei club
| Stagione                | Squadra                 | Campionato              | Campionato | Campionato | Coppe nazionali | Coppe nazionali | Coppe nazionali | Coppe continentali | Coppe continentali | Coppe continentali | Altre coppe | Altre coppe | Altre coppe | Totale | Totale |
| Stagione                | Squadra                 | Comp                    | Pres       | Reti       | Comp            | Pres            | Reti            | Comp               | Pres               | Reti               | Comp        | Pres        | Reti        | Pres   | Reti   |
| ----------------------- | ----------------------- | ----------------------- | ---------- | ---------- | --------------- | --------------- | --------------- | ------------------ | ------------------ | ------------------ | ----------- | ----------- | ----------- | ------ | ------ |
| 2005-2006               | Olivais e M.            | SD                      | 28         | 7          | CP              | 0               | 0               | -                  | -                  | -                  | -           | -           | -           | 28     | 7      |
| 2006-2007               | Sporting Lisbona        | PL                      | 22         | 0          | CP              | 3               | 0               | UCL                | 5                  | 0                  | -           | -           | -           | 30     | 0      |
| 2007-2008               | Sporting Lisbona        | PL                      | 29         | 1          | CP+CdL          | 3+6             | 0               | UCL+CU             | 6+5                | 0                  | SP          | 1           | 0           | 50     | 1      |
| 2008-2009               | Sporting Lisbona        | PL                      | 21         | 0          | CP+CdL          | 1+2             | 0               | UCL                | 7                  | 1                  | SP          | 1           | 0           | 32     | 1      |
| 2009-2010               | Sporting Lisbona        | PL                      | 25         | 3          | CP+CdL          | 3+3             | 2+2             | UCL+UEL            | 4+10               | 1+3                | -           | -           | -           | 45     | 11     |
| ago. 2010               | Sporting Lisbona        | PL                      | 0          | 0          | CP+CdL          | 0               | 0               | UEL                | 1                  | 0                  | -           | -           | -           | 1      | 0      |
| Totale Sporting Lisbona | Totale Sporting Lisbona | Totale Sporting Lisbona | 97         | 4          |                 | 21              | 4               |                    | 38                 | 5                  |             | 2           | 0           | 158    | 13     |
| ago. 2010-2011          | Genoa                   | A                       | 20         | 0          | CI              | 2               | 0               | -                  | -                  | -                  | -           | -           | -           | 22     | 0      |
| 2011-2012               | Genoa                   | A                       | 29         | 2          | CI              | 2               | 0               | -                  | -                  | -                  | -           | -           | -           | 31     | 2      |
| 2012-2013               | Dinamo Kiev             | PL                      | 24         | 2          | CU              | 1               | 0               | UCL+UEL            | 10+2               | 1+0                | -           | -           | -           | 37     | 3      |
| 2013-2014               | Dinamo Kiev             | PL                      | 20         | 1          | CU              | 4               | 0               | UEL                | 8                  | 1                  | -           | -           | -           | 32     | 2      |
| 2014-2015               | Dinamo Kiev             | PL                      | 14         | 1          | CU              | 5               | 2               | UEL                | 9                  | 3                  | SU          | 0           | 0           | 28     | 6      |
| 2015-2016               | Dinamo Kiev             | PL                      | 20         | 2          | CU              | 4               | 1               | UCL                | 5                  | 0                  | SU          | 1           | 0           | 30     | 3      |
| Totale Dinamo Kiev      | Totale Dinamo Kiev      | Totale Dinamo Kiev      | 78         | 6          |                 | 14              | 3               |                    | 34                 | 5                  |             | 1           | 0           | 127    | 14     |
| 2016-2017               | Genoa                   | A                       | 23         | 0          | CI              | 2               | 1               | -                  | -                  | -                  | -           | -           | -           | 25     | 1      |
| 2017-2018               | Genoa                   | A                       | 22         | 1          | CI              | 1               | 0               | -                  | -                  | -                  | -           | -           | -           | 23     | 1      |
| ott. 2018-2019          | Genoa                   | A                       | 21         | 0          | CI              | 1               | 0               | -                  | -                  | -                  | -           | -           | -           | 22     | 0      |
| Totale Genoa            | Totale Genoa            | Totale Genoa            | 115        | 3          |                 | 8               | 1               |                    | -                  | -                  |             | -           | -           | 123    | 4      |
| 2019-2020               | Verona                  | A                       | 34         | 3          | CI              | 1               | 0               | -                  | -                  | -                  | -           | -           | -           | 35     | 3      |
| 2020-2021               | Verona                  | A                       | 21         | 2          | CI              | 1               | 0               | -                  | -                  | -                  | -           | -           | -           | 22     | 2      |
| 2021-2022               | Verona                  | A                       | 22         | 0          | CI              | 2               | 0               | -                  | -                  | -                  | -           | -           | -           | 24     | 0      |
| 2022-2023               | Verona                  | A                       | 22         | 0          | CI              | 0               | 0               | -                  | -                  | -                  | -           | -           | -           | 22     | 0      |
| Totale Hellas Verona    | Totale Hellas Verona    | Totale Hellas Verona    | 99         | 5          |                 | 4               | 0               |                    | -                  | -                  |             | -           | -           | 103    | 5      |
| 2023-2024               | Pisa                    | B                       | 27         | 1          | CI              | 1               | 0               | -                  | -                  | -                  | -           | -           | -           | 28     | 1      |
| Totale carriera         | Totale carriera         | Totale carriera         | 444        | 26         |                 | 48              | 8               |                    | 72                 | 10                 |             | 3           | 0           | 567    | 44     |

### Cronologia presenze e reti in nazionale
| Cronologia completa delle presenze e delle reti in nazionale ― Portogallo | Cronologia completa delle presenze e delle reti in nazionale ― Portogallo | Cronologia completa delle presenze e delle reti in nazionale ― Portogallo | Cronologia completa delle presenze e delle reti in nazionale ― Portogallo | Cronologia completa delle presenze e delle reti in nazionale ― Portogallo | Cronologia completa delle presenze e delle reti in nazionale ― Portogallo | Cronologia completa delle presenze e delle reti in nazionale ― Portogallo | Cronologia completa delle presenze e delle reti in nazionale ― Portogallo |
| Data                                                                      | Città                                                                     | In casa                                                                   | Risultato                                                                 | Ospiti                                                                    | Competizione                                                              | Reti                                                                      | Note                                                                      |
| ------------------------------------------------------------------------- | ------------------------------------------------------------------------- | ------------------------------------------------------------------------- | ------------------------------------------------------------------------- | ------------------------------------------------------------------------- | ------------------------------------------------------------------------- | ------------------------------------------------------------------------- | ------------------------------------------------------------------------- |
| 13-10-2007                                                                | Baku                                                                      | Azerbaigian                                                               | 0 – 2                                                                     | Portogallo                                                                | Qual. Euro 2008                                                           | -                                                                         |                                                                           |
| 17-10-2007                                                                | Almaty                                                                    | Kazakistan                                                                | 1 – 2                                                                     | Portogallo                                                                | Qual. Euro 2008                                                           | -                                                                         |                                                                           |
| 17-11-2007                                                                | Leiria                                                                    | Portogallo                                                                | 1 – 0                                                                     | Armenia                                                                   | Qual. Euro 2008                                                           | -                                                                         |                                                                           |
| 21-11-2007                                                                | Porto                                                                     | Portogallo                                                                | 0 – 0                                                                     | Finlandia                                                                 | Qual. Euro 2008                                                           | -                                                                         |                                                                           |
| 26-3-2008                                                                 | Düsseldorf                                                                | Grecia                                                                    | 2 – 1                                                                     | Portogallo                                                                | Amichevole                                                                | -                                                                         | 67’                                                                       |
| 31-5-2008                                                                 | Viseu                                                                     | Portogallo                                                                | 2 – 0                                                                     | Georgia                                                                   | Amichevole                                                                | -                                                                         | 46’                                                                       |
| 15-6-2008                                                                 | Basilea                                                                   | Svizzera                                                                  | 2 – 0                                                                     | Portogallo                                                                | Euro 2008 - 1º turno                                                      | -                                                                         | 71’                                                                       |
| 10-10-2009                                                                | Lisbona                                                                   | Portogallo                                                                | 3 – 0                                                                     | Ungheria                                                                  | Qual. Mondiali 2010                                                       | -                                                                         | 81’                                                                       |
| 14-10-2009                                                                | Guimarães                                                                 | Portogallo                                                                | 4 – 0                                                                     | Malta                                                                     | Qual. Mondiali 2010                                                       | 1                                                                         |                                                                           |
| 18-11-2009                                                                | Zenica                                                                    | Bosnia ed Erzegovina                                                      | 0 – 1                                                                     | Portogallo                                                                | Qual. Mondiali 2010                                                       | -                                                                         | 90+1’                                                                     |
| 24-5-2010                                                                 | Covilhã                                                                   | Portogallo                                                                | 0 – 0                                                                     | Capo Verde                                                                | Amichevole                                                                | -                                                                         | 46’                                                                       |
| 8-6-2010                                                                  | Johannesburg                                                              | Mozambico                                                                 | 0 – 3                                                                     | Portogallo                                                                | Amichevole                                                                | -                                                                         | 61’                                                                       |
| 21-6-2010                                                                 | Città del Capo                                                            | Portogallo                                                                | 7 – 0                                                                     | Corea del Nord                                                            | Mondiali 2010 - 1º turno                                                  | -                                                                         | 70’                                                                       |
| 25-6-2010                                                                 | Durban                                                                    | Portogallo                                                                | 0 – 0                                                                     | Brasile                                                                   | Mondiali 2010 - 1º turno                                                  | -                                                                         | 84’                                                                       |
| 7-9-2010                                                                  | Oslo                                                                      | Norvegia                                                                  | 1 – 0                                                                     | Portogallo                                                                | Qual. Euro 2012                                                           | -                                                                         |                                                                           |
| 9-2-2011                                                                  | Ginevra                                                                   | Argentina                                                                 | 2 – 1                                                                     | Portogallo                                                                | Amichevole                                                                | -                                                                         | 78’ 83’                                                                   |
| 2-9-2011                                                                  | Nicosia                                                                   | Cipro                                                                     | 0 – 4                                                                     | Portogallo                                                                | Qual. Euro 2012                                                           | -                                                                         | 63’                                                                       |
| 7-10-2011                                                                 | Porto                                                                     | Portogallo                                                                | 5 – 3                                                                     | Islanda                                                                   | Qual. Euro 2012                                                           | -                                                                         | 60’                                                                       |
| 11-10-2011                                                                | Copenaghen                                                                | Danimarca                                                                 | 2 – 1                                                                     | Portogallo                                                                | Qual. Euro 2012                                                           | -                                                                         | 65’                                                                       |
| 11-11-2011                                                                | Zenica                                                                    | Bosnia ed Erzegovina                                                      | 0 – 0                                                                     | Portogallo                                                                | Qual. Euro 2012                                                           | -                                                                         |                                                                           |
| 15-11-2011                                                                | Lisbona                                                                   | Portogallo                                                                | 6 – 2                                                                     | Bosnia ed Erzegovina                                                      | Qual. Euro 2012                                                           | 1                                                                         |                                                                           |
| 29-2-2012                                                                 | Varsavia                                                                  | Polonia                                                                   | 0 – 0                                                                     | Portogallo                                                                | Amichevole                                                                | -                                                                         | 49’                                                                       |
| 26-5-2012                                                                 | Leiria                                                                    | Portogallo                                                                | 0 – 0                                                                     | Macedonia                                                                 | Amichevole                                                                | -                                                                         | 72’                                                                       |
| 2-6-2012                                                                  | Lisbona                                                                   | Portogallo                                                                | 1 – 3                                                                     | Turchia                                                                   | Amichevole                                                                | -                                                                         | 69’                                                                       |
| 9-6-2012                                                                  | Leopoli                                                                   | Germania                                                                  | 1 – 0                                                                     | Portogallo                                                                | Euro 2012 - 1º turno                                                      | -                                                                         |                                                                           |
| 13-6-2012                                                                 | Leopoli                                                                   | Danimarca                                                                 | 2 – 3                                                                     | Portogallo                                                                | Euro 2012 - 1º turno                                                      | -                                                                         |                                                                           |
| 17-6-2012                                                                 | Charkiv                                                                   | Portogallo                                                                | 2 – 1                                                                     | Paesi Bassi                                                               | Euro 2012 - 1º turno                                                      | -                                                                         |                                                                           |
| 21-6-2012                                                                 | Varsavia                                                                  | Rep. Ceca                                                                 | 0 – 1                                                                     | Portogallo                                                                | Euro 2012 - Quarti di finale                                              | -                                                                         | 27’                                                                       |
| 27-6-2012                                                                 | Donec'k                                                                   | Portogallo                                                                | 0 – 0 dts (2 – 4 dtr)                                                     | Spagna                                                                    | Euro 2012 - Semifinale                                                    | -                                                                         | 90+3’ 106’                                                                |
| 15-8-2012                                                                 | Faro                                                                      | Portogallo                                                                | 2 – 0                                                                     | Panama                                                                    | Amichevole                                                                | -                                                                         | 73’                                                                       |
| 7-9-2012                                                                  | Lussemburgo                                                               | Lussemburgo                                                               | 1 – 2                                                                     | Portogallo                                                                | Qual. Mondiali 2014                                                       | -                                                                         | 46’                                                                       |
| 11-9-2012                                                                 | Braga                                                                     | Portogallo                                                                | 3 – 0                                                                     | Azerbaigian                                                               | Qual. Mondiali 2014                                                       | -                                                                         | 63’                                                                       |
| 12-10-2012                                                                | Mosca                                                                     | Russia                                                                    | 1 – 0                                                                     | Portogallo                                                                | Qual. Mondiali 2014                                                       | -                                                                         | 43’                                                                       |
| 16-10-2012                                                                | Porto                                                                     | Portogallo                                                                | 1 – 1                                                                     | Irlanda del Nord                                                          | Qual. Mondiali 2014                                                       | -                                                                         |                                                                           |
| 6-2-2013                                                                  | Guimarães                                                                 | Portogallo                                                                | 2 – 3                                                                     | Ecuador                                                                   | Amichevole                                                                | -                                                                         | 73’                                                                       |
| 22-3-2013                                                                 | Tel Aviv                                                                  | Israele                                                                   | 3 – 3                                                                     | Portogallo                                                                | Qual. Mondiali 2014                                                       | -                                                                         | 60’                                                                       |
| 26-3-2013                                                                 | Baku                                                                      | Azerbaigian                                                               | 0 – 2                                                                     | Portogallo                                                                | Qual. Mondiali 2014                                                       | -                                                                         |                                                                           |
| 7-6-2013                                                                  | Lisbona                                                                   | Portogallo                                                                | 1 – 0                                                                     | Russia                                                                    | Qual. Mondiali 2014                                                       | -                                                                         |                                                                           |
| 14-8-2013                                                                 | Faro                                                                      | Portogallo                                                                | 1 – 1                                                                     | Paesi Bassi                                                               | Amichevole                                                                | -                                                                         | 82’                                                                       |
| 6-9-2013                                                                  | Belfast                                                                   | Irlanda del Nord                                                          | 2 – 4                                                                     | Portogallo                                                                | Qual. Mondiali 2014                                                       | -                                                                         |                                                                           |
| 10-9-2013                                                                 | Foxborough                                                                | Brasile                                                                   | 3 – 1                                                                     | Portogallo                                                                | Amichevole                                                                | -                                                                         |                                                                           |
| 11-10-2013                                                                | Lisbona                                                                   | Portogallo                                                                | 1 – 1                                                                     | Israele                                                                   | Qual. Mondiali 2014                                                       | -                                                                         | 87’                                                                       |
| 15-10-2013                                                                | Coimbra                                                                   | Portogallo                                                                | 3 – 0                                                                     | Lussemburgo                                                               | Qual. Mondiali 2014                                                       | -                                                                         | 58’                                                                       |
| 15-11-2013                                                                | Lisbona                                                                   | Portogallo                                                                | 1 – 0                                                                     | Svezia                                                                    | Qual. Mondiali 2014                                                       | -                                                                         |                                                                           |
| 19-11-2013                                                                | Solna                                                                     | Svezia                                                                    | 2 – 3                                                                     | Portogallo                                                                | Qual. Mondiali 2014                                                       | -                                                                         |                                                                           |
| 5-3-2014                                                                  | Leiria                                                                    | Portogallo                                                                | 5 – 1                                                                     | Camerun                                                                   | Amichevole                                                                | -                                                                         | 76’                                                                       |
| 31-5-2014                                                                 | Oeiras                                                                    | Portogallo                                                                | 0 – 0                                                                     | Grecia                                                                    | Amichevole                                                                | -                                                                         |                                                                           |
| 6-6-2014                                                                  | Foxborough                                                                | Messico                                                                   | 0 – 1                                                                     | Portogallo                                                                | Amichevole                                                                | -                                                                         |                                                                           |
| 10-6-2014                                                                 | East Rutherford                                                           | Portogallo                                                                | 5 – 1                                                                     | Irlanda                                                                   | Amichevole                                                                | -                                                                         | 81’                                                                       |
| 16-6-2014                                                                 | Salvador                                                                  | Germania                                                                  | 4 – 0                                                                     | Portogallo                                                                | Mondiali 2014 - 1º turno                                                  | -                                                                         | 46’                                                                       |
| 22-6-2014                                                                 | Manaus                                                                    | Stati Uniti                                                               | 2 – 2                                                                     | Portogallo                                                                | Mondiali 2014 - 1º turno                                                  | -                                                                         |                                                                           |
| 26-6-2014                                                                 | Brasilia                                                                  | Portogallo                                                                | 2 – 1                                                                     | Ghana                                                                     | Mondiali 2014 - 1º turno                                                  | -                                                                         |                                                                           |
| 7-9-2014                                                                  | Aveiro                                                                    | Portogallo                                                                | 0 – 1                                                                     | Albania                                                                   | Qual. Euro 2016                                                           | -                                                                         | 73’                                                                       |
| 4-9-2015                                                                  | Lisbona                                                                   | Portogallo                                                                | 0 – 1                                                                     | Francia                                                                   | Amichevole                                                                | -                                                                         | 61’                                                                       |
| 7-9-2015                                                                  | Elbasan                                                                   | Albania                                                                   | 0 – 1                                                                     | Portogallo                                                                | Qual. Euro 2016                                                           | 1                                                                         |                                                                           |
| 11-10-2015                                                                | Belgrado                                                                  | Serbia                                                                    | 1 – 2                                                                     | Portogallo                                                                | Qual. Euro 2016                                                           | -                                                                         | 70’                                                                       |
| Totale                                                                    |                                                                           | Presenze                                                                  | 57                                                                        |                                                                           | Reti                                                                      | 3                                                                         |                                                                           |

## Palmarès

### Club

#### Competizioni nazionali
- Coppa del Portogallo: 2

Sporting: 2006-2007, 2007-2008
- Supercoppa di Portogallo: 2

Sporting: 2007, 2008
- Coppa d'Ucraina: 2

Dinamo Kiev: 2013-2014, 2014-2015
- Campionato ucraino: 2

Dinamo Kiev: 2014-2015, 2015-2016